# Perkoz kolumbijski
Perkoz kolumbijski (Podiceps andinus) – gatunek wymarłego ptaka z rodziny perkozów (Podicipedidae). Zamieszkiwał endemicznie podmokłe obszary w pobliżu Bogoty we wschodnich Andach w Kolumbii, na wysokości około 2600 m n.p.m. Ostatnią lokalizacją, w której występował, było jezioro Tota (3015 m n.p.m.).
Takson ten opisał naukowo Rodolphe Meyer de Schauensee w 1959 roku, nadając mu nazwę Colymbus caspicus andinus, a tym samym uznając go za podgatunek perkoza zausznika (Podiceps nigricollis). Wcześniej uważano, że perkozy te należą do innego podgatunku zausznika – P. n. californicus.
Spadek liczebności tego gatunku spowodowany był pierwotnie przez osuszanie rozlewisk, zamulenie wody oraz zanieczyszczenie pestycydami. Poza tym wpływ miały również: polowania, współzawodnictwo z wprowadzonymi do środowiska obcymi gatunkami zwierząt, wycinanie trzcin oraz straty w liczbie piskląt wywołane atakami introdukowanego pstrąga tęczowego (Oncorhynchus mykiss).
Gatunek jest znany z 18 lub 19 okazów pozyskanych między 1939 a 1964. W 1945 nadal był pospolity na jeziorze Tota; liczebność populacji zaczęła spadać w latach 50. XX wieku. Ostatni raz odnotowano ten gatunek w 1977. Intensywne poszukiwania perkoza kolumbijskiego w 1981 i 1982 roku nie przyniosły żadnych rezultatów i obecnie gatunek ten uznawany jest za wymarły.